# Nghiêm Tung
Nghiêm Tung (chữ Hán: 严嵩; 1480 - 1567), tự Duy Trung (惟中), hiệu Giới Khê (介溪), còn có hiệu là Miễn Am (勉庵), người Phân Nghi Giang Tây. Đại thần dưới triều Gia Tĩnh đời Minh Thế Tông. Làm đến Thủ phụ Nội các, Thượng thư bộ Lại, Cẩn Thân điện Đại học sỹ.

## Tiểu sử
Nghiêm Tung sinh ra vào năm Thành Hóa thứ 16 (1480), tại huyện Phân Nghi. Nhà họ Nghiêm đến đời của cha con Nghiêm Tung thì đã suy lạc, phải dựa tiếp tế của nhà mẹ mới có thể sống. Nghiêm Tung từ nhỏ đã có tiếng thông minh, hiếu học, năng lực tiếp thu rất cao. Do vậy mà được Tri huyện Phân Nghi là Mạc Lập Chi chú ý.
Năm Hoằng Trị thứ 18 (1505), Nghiêm Tung đỗ Tiến sĩ, thụ chức Biên tu tại Hàn Lâm viện. Tuy nhiên ngay sau đó, Tung đã mắc bệnh rất nặng, phải từ quan về quê dưỡng bệnh. Trong 10 năm Tung tại quê nhà cũng là khoảng thời gian triều đình bị hoạn quan Lưu Cẩn lũng đoạn.
Sau khi phe cánh của Lưu Cẩn bị tiêu diệt, Nghiêm Tung quay về triều nhậm quan. Lần lượt trải qua các chức vụ: Hàn Lâm viện thị giảng, thự Nam Kinh Hàn Lâm viện sự, Quốc Tử giám tế tửu. Năm Gia Tĩnh thứ 7 (1528) Nghiêm Tung được nhậm Lễ bộ hữu thị lang, sau lại thăng làm Nam Kinh Lễ bộ thượng thư, sau đổi sang Lại bộ. Trong suốt 5 năm, Tung cứ mãi quanh quẩn làm quan tại Nam Kinh, chưa thể chạm đến trung tâm đầu não chính trị của đất nước là Bắc Kinh. Sau này, nhân một dịp tiết vạn thọ (sinh nhật hoàng đế), Nghiêm Tung có cơ hội đến Bắc Kinh và được giữ lại.
Đương thời, Minh Thế Tông sùng tín Đạo giáo, truy cầu thuật trường sinh, chuyên lập đàn cúng bái thần linh. Có Lễ bộ thượng thư Hạ Ngôn vì viết "Thanh từ" (văn tế thần linh) rất hợp ý Thế Tông nên được vua sủng tín. Mà Nghiêm Tung lại là đồng hương với Hạ Ngôn nên Tung ra sức kết thân với Ngôn. Vì vậy, dưới sự tiến cử của Hạ Ngôn, Nghiêm Tung dần được Thế Tông chú ý. Năm Gia Tĩnh thứ 15 (1536), Hạ Ngôn được thăng làm Thủ phụ Nội các, Tung cũng được thăng Lễ bộ thượng thư, gia Thái tử Thái Bảo.
Hạ Ngôn có tài nhưng kiêu ngạo, thường không xem Nghiêm Tung ngang hàng vì vậy mà khiến Tung căm ghét, muốn tìm cách hạ bệ. Trong khi Hạ Ngôn được ngồi vị trí cao đã dần chểnh mảng việc viết thanh từ và tham gia các nghi lễ cầu cúng của Thế Tông. Ngược lại, Nghiêm Tung lại ra sức lấy lòng hoàng đế, luôn đặt mong muốn của vua lên hàng đầu. Minh Thế Tông muốn dâng miếu hiệu cho cha mình thì bị quần thần ngăn cản, Nghiêm Tung cũng trong số đó. Nhưng sau đó thấy Thế Tông nổi giận, Tung liền trở mặt ủng hộ hoàng đế.
Năm Gia Tĩnh thứ 22 (1543) Nghiêm Tung được gia nhập Nội các cùng hai đại thần khác là Hứa Tán và Trương Bích. Hạ Ngôn lúc này vì đắc tội với Thế Tông mà đã bị bãi quan. Nhưng đến năm Gia Tĩnh thứ 24 (1545), Thế Tông lại gọi Hạ Ngôn về triều phục chức. Hạ Ngôn lúc này đã biết con người thật của Nghiêm Tung nên ra sức đề phòng. Còn Tung thì cố gắng thu mình chờ cơ hội.
Chẳng bao lâu cơ hội đã đến, nhân sự kiện quân Yêm Đáp xâm phạm biên giới. Thiểm Tây tổng đốc Tăng Tuyển đề xuất kế hoạch đoạt lại khu vực Hà Sáo từ tay Yêm Đáp. Đề xuất này được Hạ Ngôn ra sức ủng hộ. Nghiêm Tung bèn chỉ đạo biên tướng là Cừu Loan vu cáo Tăng Tuyển thông đồng với Hạ Ngôn có ý đồ khác. Minh Thế Tông rất kỵ việc triều thần liên hệ với biên tướng nên lập tức hạ ngục cả Tăng Tuyển và Hạ Ngôn. Năm Gia Tĩnh thứ 27 (1548), hai người đều bị xử chém, các thân tín của Hạ Ngôn cũng bị xử lý.
Diệt xong Hạ Ngôn, Nghiêm Tung nghiễm nhiên trở thành Thủ phụ Nội các. Còn Minh Thế Tông vì để chuyên tâm tu luyện đạo pháp mà rời khỏi Tử Cấm thành đến Tây nội sinh sống. Từ đây triều chính đều đến tay Nghiêm Tung. Trong suốt thời gian cầm quyền của mình, Nghiêm Tung được ghi nhận là thường xuyên tham ô, nhận hối lộ, nâng đỡ thân tín, bài trừ dị kỷ như việc hãm hại hai ngôn quan là Dương Kế Thịnh và Thẩm Luyện.
Nghiêm Tung có một người con trai tên là Nghiêm Thế Phan, dưới sự giúp đỡ của cha Thế Phan nhanh chóng thăng tiến, làm đến Công bộ thị lang. Nghiêm Thế Phan cũng nổi tiếng tham ô, nhận hối lộ, hành vi ngang ngược. Về sau, Nghiêm Tung vì tuổi cao sức yếu, mà công vụ tại Nội các rất nhiều nên thường nhờ con trai giúp đỡ. Thế Phan dưới sự chỉ dẫn của cha, giải quyết rất hợp ý Thế Tông nên được Thế Tông chú ý. Hai cha con vì thế mà thường được gọi là "đại thừa tướng" và "tiểu thừa tướng". Người bấy giờ cũng đồn với nhau là: "Hoàng đế không thể không có Nghiêm Tung, Nghiêm Tung không thể không có nhi tử".
Hai cha con họ Nghiêm quyền khuynh thiên hạ gần 20 năm, cuối cùng cũng đến hồi kết. Sau khi vợ của Nghiêm Tung là Âu Dương thị qua đời, theo lễ pháp thì Nghiêm Thế Phan phải từ quan về quê thủ tang 3 năm. Vì vậy mà Nghiêm Tung không thể giải quyết nổi chính vụ, dần mất lòng Thế Tông. Mà đối thủ chính trị của Tung là đại thần Từ Giai sau thời gian dài ẩn nhẫn đã nhân cơ hội này để lật đổ Tung.
Từ Giai một mặt ra sức làm vừa lòng Minh Thế Tông, mặt khác rất cung kính với Nghiêm Tung. Giai đã kết thông gia với Tung để tiêu trừ phòng bị của ông ta. Năm Gia Tĩnh thứ 39 (1560), nơi tu tập của Minh Thế Tông là Vĩnh Thọ cung bị cháy trụi, nhà vua phải dọn đến sống trong Ngọc Hi cung chật hẹp. Thế Tông hỏi bọn Nghiêm Tung và Từ Giai phải làm thế nào. Tung nhất thời không biết làm sao đành đề xuất vua dọn đến Nam cung sống. Nam cung vốn là nơi khi xưa Minh Đại Tông giam cầm Minh Anh Tông. Vì vậy Thế Tông rất bất mãn. Từ Giai biết ý bèn xin xây lại Vĩnh Thọ cung, cam kết sẽ cố gắng xong trong 3 tháng. Thế Tông vì thế mà vui mừng, càng thêm sủng ái Giai.
Từ Giai lại tiến cử một đạo sĩ là Lam Đạo Hành lên Thế Tông. Đạo Hành thường mượn lúc làm phép để chỉ trích Nghiêm Tung. Năm Gia Tĩnh thứ 41 (1562), Ngự sử Trâu Ứng Long dâng sớ hặc tội Nghiêm Thế Phan đang lúc cư tang mà hành vi phóng túng, dâm dật. Thế Tông hạ lệnh bắt Thế Phan trị tội, lại buộc Nghiêm Tung phải từ quan. Nghiêm Thế Phan bị xử lưu đày đến Quảng Tây những giữa đường lại bỏ trốn về quê. Thế Phan tại quê nhà tiến hành xây cất liên miên, hoành hành khắp nơi, qua lại thân mật với La Long Văn - một người có quan hệ với Oa khấu. Chuyện này lập tức bị phe Từ Giai biết được, cuối cùng Nghiêm Thế Phan bị xử chém, còn Nghiêm Tung bị biếm toàn bộ quan hàm xuống làm thứ dân, gia sản bị tịch thu.
Năm Long Khánh nguyên niên (1567), Nghiêm Tung qua đời, thọ 87 tuổi.